# Gnophos catenulata
Gnophos catenulata är en fjärilsart som beskrevs av Jules Pièrre Rambur 1866. Gnophos catenulata ingår i släktet Gnophos och familjen mätare. Inga underarter finns listade i Catalogue of Life.